# Aequatorium asterotrichum
Espèce
Statut de conservation UICN

 EN B1ab(iii) : En danger
Aequatorium asterotrichum est une espèce de plantes à fleurs du genre Aequatorium de la famille des Asteraceae.